# Franz Duschek (Fotograf)
Franz Duschek senior (geb. 1830 in Prag, Königreich Böhmen; gest. 1884 in Alexandria) war ein aus Böhmen stammender Fotograf mit eigenem Studio in Bukarest. Er fotografierte unter anderem im Krimkrieg (1853 bis 1856) und im Russisch-osmanischen Krieg von 1877/78 und gehört damit zu den frühesten Kriegsfotografen.

## Lebensweg

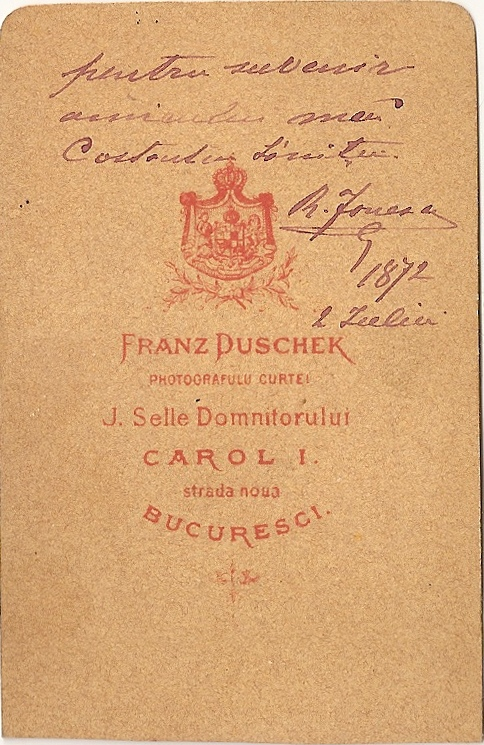
Verso einer Fotografie von Franz Duschek, Atelier-Adresse: Strada Noua

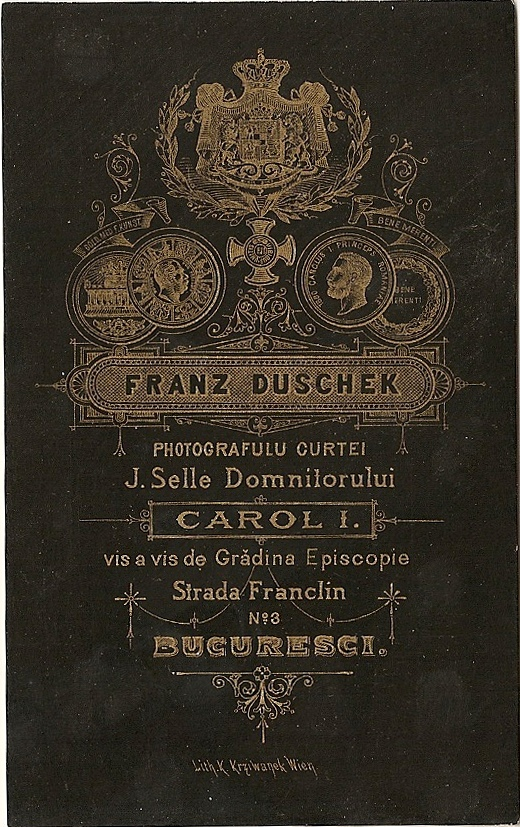
Verso einer Fotografie von Franz Duschek, Atelier-Adresse: Strada Franclin No. 3

Wo und bei wem Franz Duschek das Fotografenhandwerk erlernt hatte, ist nicht bekannt. Anders als viele seiner damaligen Berufskollegen war Duschek kein Maler.
Franz Duschek hat offenbar mit seinem Onkel, dem Fotografen Carol Popp de Szathmári (Károly Szathmáry Papp, 1812–1887), im Krimkrieg fotografiert und war damit einer der ersten Kriegsfotografen.
Franz Duschek ließ sich 1852 in Bukarest nieder und eröffnete dort ein elegantes Fotostudio in der Strada Noua (Neuen Straße). Im Jahr 1860 erstellte Duschek ein Fotoalbum mit Aufnahmen der eleganten Sommerresidenz der Familie Oteteleşanu in Măgurele (Magoureli) nahe Bukarest, mit dem Titel Vues de Magoureli. Am 8. April 1867 verlieh Fürst Carol I. Duschek den Titel eines Hofphotographen. In den Jahren 1874 und 1875 machte Duschek Aufnahmen von Sehenswürdigkeiten in Bukarest, etwa der Bucur- und der Stavropoleos-Kirche, des Klosters Radu Vodă und der Zlătari-Kirche, von mehreren Brücken über die Dâmboviţa und vom Casa Apelor (einer Anlage zur Reinigung des schlammigen Wassers dieses Flüsschens), der Universität Bukarest und eines Teils des Soutzo-Palastes, von der Spitze des Colţea-Turms (Turnul Colței) aus gesehen. Duscheks Fotos wurden teils als eigenständige Abzüge veröffentlicht, teils in Alben gebunden. Die Bildtafeln wurden in deutscher Sprache beschriftet und auf der Rückseite mit dem Namen und der Adresse ihres Urhebers versehen. Einige von Duscheks Fotos wurden, meist anonym, als Holzschnitte in europäischen und amerikanischen illustrierten Zeitschriften reproduziert. Bei Ausbruch des russisch-osmanischen Krieges von 1877 folgte Duschek den Armeen auf die Schlachtfelder. Warum er sich den russischen und nicht den rumänischen Truppen anschloss, ist unbekannt. Von Anfang an dokumentierte Duschek das Vorrücken der russischen Armeen, sowohl in ihren Lagern in und um Ploiești – wo der russische Zar Alexander II. und seine Großfürsten untergebracht waren – als auch, nach der Überquerung der Donau, in Bulgarien. Während des russisch-osmanischen Krieges bewohnte Duschek gemeinsam mit seinem Schwager, dem Fotografen Andreas D. Reiser, ein sehr bescheidenes bulgarisches Häuschen.
Die Fotografien des Feldzugs von 1877 von Franz Duschek und Andreas D. Reiser machte Szathmári zusammen mit seinen eigenen Aufnahmen bekannt, insbesondere durch das kurz nach Kriegsende veröffentlichte Fotoalbum Souvenir de resbel.
1878 machte Duschek erneut Aufnahmen in der Bukarester Innenstadt. Er fotografierte die Statue von Mihai Viteazul (Michael dem Tapferen), ein Werk des französischen Bildhauers Albert-Ernest Carrier-Belleuse, die Ende 1874 vor der Universität enthüllt wurde.
Das 1882 erschienene Buch Roumania Past and Present von James Samuelson (1829–1918) enthält mehrere Abbildungen nach Fotografien von Franz Duschek.
Duschek wurde mit der preußischen Goldenen Kunstmedaille, dem österreichischen Goldenen Verdienstkreuz und der rumänischen Bene Merenti-Medaille ausgezeichnet. Vom russischen Zar Alexander II. erhielt Duschek einen kostbaren Ring mit einem großen Diamanten.
Im Jahr 1883 beschloss Duschek, Rumänien zu verlassen. Er verkaufte seine Geschäftsanteile in Bukarest und ging nach Ägypten, wo er ein Jahr später in Alexandria starb.

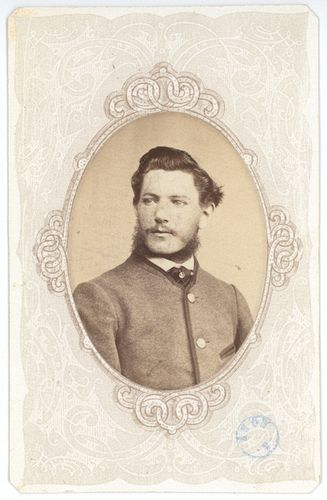
Selbstporträt von Franz Duschek junior, eines Sohnes von Franz Duschek senior

Franz Duscheks Sohn und Erbe, Franz Duschek junior, wurde in Bukarest geboren und war dort zwischen 1885 und 1919 als Fotograf tätig. Bekannt wurde sein Fotoalbum: Ansichten der Dekorationen der Stadt Bukarest anlässlich des Besuchs Seiner Majestät Franz Joseph I., Kaiser von Österreich und König von Ungarn (Vederi dupe decoratiunile orasului Bucuresci cu ocasia visitei Majestatii Sale Francisc Josif I Imperatul Austriei si Rege al Ungariei) von 1896 und vor allem sein Malerisches Album Rumäniens (Album pittoresque de la Roumanie / Albumul Pittoresc al României), für das er auf der Weltausstellung 1900 in Paris den großen Preis erhielt.
Ein weiterer Sohn von Franz Duschek senior war Albert Duschek, der in den 1880er und 1890er Jahren als Fotograf im rumänischen Focșani tätig war.

## Veröffentlichungen
- Vues de Magoureli, Fotoalbum, 1860
- mit Carol Popp de Szathmári und Andreas D. Reiser, Souvenir de resbel, Fotoalbum, um 1878
- Abbildungen nach Fotografien von Franz Duschek, in: James Samuelson, Roumania Past And Present. Illustrated With Maps (By E. Weller), Portraits, Autotype and Other Full-Page Plates, and Numerous Plans and Woodcuts (By G. Pearson), Chiefly From Photographs By F. Duschek, Bucarest, London; Longmans, Green, and Co. 1882, (Volltext bei Project Gutenberg und bei archive.org)
- Albumul Pittoresc al României. Culegere de tablouri representând cele mai interesante regiuni, orașe, operede artă din timpurile vechi și noi, scene din viața poporului, tipuri și costume românești, publicată după fotografii de Franz Duschek, fotograf din București. Text prelucrat după profesorul Gr. G. Tocilescu. Editura Franz Duschek în București. Verlag für Deutschland und Österreich-Ungarn: August Dieckmann in Leipzig, 1896.